# 菱川師房
菱川 師房（ひしかわ もろふさ、生没年不詳）とは、江戸時代の浮世絵師。

## 来歴
菱川師宣の長男。俗称は吉左衛門、後に父師宣と同じ吉兵衛を名乗る。父とともに江戸の村松町二丁目に住んでいたとも、または橘町に住んでいたともいわれ、一説にこの2か所は同一の場所を指すという。ただし貞享4年（1687年）刊行の『江戸鹿子』第六巻には「堺町横町　菱川吉兵衛」、その次に「同　吉左衛門」とある。「菱川吉兵衛」は師宣、「吉左衛門」は師房のことである。作画期は貞享から元禄の頃にかけてで、版本の挿絵や肉筆画を残す。父師宣より絵を学んだと見られ、画風は師宣風に忠実だが、それよりも巧緻で繊細であると評されている。枕絵も描いたといわれるが確認されていない。
元禄7年（1694年）に師宣が死してのち菱川派は衰滅し、師房もついには画業を捨て紺屋に転職したといわれる。また師房には重嘉と弥右衛門というふたりの息子がいたが、いずれも絵師にはならなかった。師房がいつ、どこで没したかは不明である。菱川家に関わる史料からは、重嘉と弥右衛門だけが師宣の故郷安房国保田に戻り、重嘉は同地で紺屋を営む師宣の弟佐次兵衛の跡を継ぎ、佐次兵衛を名乗って紺屋を家業としたことが窺えるが、師房の命日や墓所などについて定かに知れるものは無い。
なお師房の没年については、林美一は存林寺の過去帳に記される「孤宿巍峰」の戒名が師房のものであるとし、その「孤宿巍峰」の忌日が享保2年（1717年）7月12日と記されることから、師房の没年を享保2年としているが、『鋸南町史』の編纂に関わった川崎芳郎は「孤宿巍峰」とは師房のことではなく、重嘉の戒名としている。

## 作品

### 版本
- 『甲州身延鑑』
- 『福ざつ書』
- 『聖堂の絵図』
- 『朱子歌訓抄』
- 『光広卿道の記』
- 『絵本大和墨』
- 『和國百女』
- 『姿絵百人一首』
- 『つぼのいしぶみ』
- 『好色はつむかし』
- 『好色今美人』
- 『好色にせむらさき』五冊　※艶本
- 『好色一もとすゝき』五巻　※浮世草子、元禄13年（1700年）刊行。桃のはやし紫石作、師房挿絵。版元不明
- 『浮世絵盡』
- 『小夜衣』

### 肉筆画
| 作品名                 | 技法     | 形状・員数 | 寸法（縦x横cm） | 所有者                   | 年代 | 落款                     | 印章                                   | 備考                                            |
| ---------------------- | -------- | ---------- | --------------- | ------------------------ | ---- | ------------------------ | -------------------------------------- | ----------------------------------------------- |
| 三美人図               | 絹本着色 |            |                 | 出光美術館               |      |                          |                                        |                                                 |
| 婦女読書図             | 紙本着色 |            |                 | 浮世絵太田記念美術館     |      | 「日本繪菱川師房圖」     | 「師房」朱文印・「菱」朱文方印         | 昭和9年（1934年）、重要美術品に認定されている。 |
| 美人遊歩図             | 絹本着色 | 1幅        | 88.8x40.0       | 浮世絵太田記念美術館     |      | 「日本繪菱川師房圖」     | 「師房」朱文印・「菱」朱文方印         |                                                 |
| 伊勢物語図             | 紙本着色 |            |                 | ニューオータニ美術館旧蔵 |      | 無款                     | 「師房」朱文瓢印・「菱□」朱文長方印    |                                                 |
| 遊女と禿図             | 絹本着色 |            |                 | 静嘉堂文庫美術館         |      | 「日本繪菱川師房圖」     | 「師房」朱文鐘形印・「日本」白文方印か | 賛あり                                          |
| 遊女と禿図             | 絹本着色 |            |                 | 摘水軒記念文化振興財団   |      | 「日本繪菱川師房圖」     | 「師房」朱文鐘形印・「日本」白文方印   |                                                 |
| 太夫と禿図             | 絹本着色 |            |                 | 光記念館                 |      | 「日本繪房陽菱川師房畫」 | 「師房」朱文鐘形印・「日本」白文方印か | 那須ロイヤル美術館（小針コレクション）旧蔵品    |
| 見返り美人図           | 絹本着色 |            |                 | 奈良県立美術館           |      | 「日本繪菱川師房畫」     | 「師房」朱文鐘形印・「日本」白文方印   |                                                 |
| 見返り美人図           | 絹本着色 | 1幅        | 68.9x29.8       | ボストン美術館           |      | 「日本繪菱川師房圖」     | 「師房」朱文鐘形印                     |                                                 |
| 楠公父子桜井の別れの図 | 絹本着色 | 1幅        | 27.9x52.8       | ボストン美術館           |      | 「菱川師房圖」           | 「師房」朱文鐘形印                     |                                                 |
| 蚊帳の前の男女         | 絹本着色 |            |                 |                          |      |                          |                                        |                                                 |
| 書を読む遊女と禿       | 絹本着色 |            |                 |                          |      |                          |                                        |                                                 |
| 遊女と禿               | 絹本着色 | 1幅        | 81x32.9         | フリーア美術館           |      | 「日本繪菱川師房圖」     | 「師房」朱文鐘形印・「菱」朱文長方印   |                                                 |